# David Nachmansohn
David Nachmansohn est un biochimiste allemand né à Ekaterinoslav dans l'Empire Russe (actuellement Dnipro en Ukraine) en 1899 et mort en 1983 à New York. Il est connu pour son explication du rôle de la phosphocréatine dans la production d'énergie des muscles et pour ses contributions à l'étude de l'acétylcholine.

## Biographie
David Nachmansohn est le fils de Moïse Nachmansohn, originaire de Rahatchow et de sa femme Regina Klinkowstein, de Lublin, tous deux juifs de l'empire russe. La famille émigre à Berlin et c'est là que Nachmansohn grandit. En 1918, il commence ses études supérieures à l'université de Berlin et en 1924 il obtient son diplôme de médecine.
Il commence sa carrière de biologiste à l'institut Kaiser-Wilhelm, sous la direction d'Otto Meyerhof, en 1926.
En 1933, il émigre en France et travaille pour l'université de Paris jusqu'en 1939, année où il émigre aux États-Unis.
En 1942, il entre à l'université de Columbia.
Il meurt en 1983 dans une maison de retraite à New-York.

## Œuvres
- (en) David Nachmansohn, Chemical and Molecular Basis of Nerve Activity (ISBN 0-3231-5102-7).